# Günther Prien
Günther Prien, född 16 januari 1908, död 7 mars 1941, var Tysklands mest hyllade ubåtsbefälhavare, Korvettenkapitän, samt innehavare av Riddarkorset med eklöv, befälhavare på U-47 som var en av Kriegsmarines mest framgångsrika ubåtar. Den 14 oktober 1939 lyckades han smyga sig in till den brittiska flottbasen i Scapa Flow och sänka slagskeppet HMS Royal Oak. Efter denna insats blev han tysk hjälte och kallades "Tjuren vid Scapa Flow". 
Han sänkte totalt 189 156 ton allierat tonnage och var därmed det nionde mest framgångsrika tyska ubåtsässet under andra världskriget.
Omständigheterna kring U-47:s förlisning med förlust av man och allt är än idag oklara, men troligen förliste ubåten på grund av en minkollision eller av ett materialhaveri - en teori är att U-47 träffades av en egen cirklande torped, en annan säger att hans båt sänktes av den brittiska jagaren HMS Wolverine. Prien har släktgrenar i Sverige.

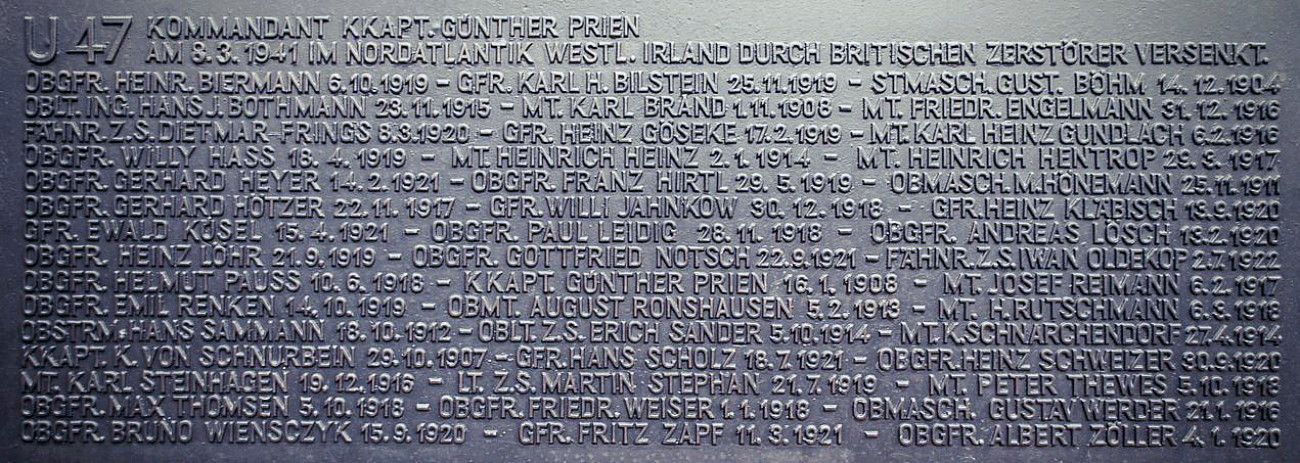
"U 47, Kommandant KKAPT: Günther Prien" och hela besättningen, minnestavla på Ubåtsminnesmärket Möltenort.